# スイム!スイム!スイム!
『スイム!スイム!スイム!』は、1990年8月21日にビクターより発売された橋幸夫のリズム歌謡8曲を収録したベストアルバムで、カセットテープ（VITL-2011）とCD（VICL-2008）の2形式で発売された。CDのみ2005年7月に再販（VICL-61713）されている。
なお表題は『SWIM！SWIM！SWIM！』と英文も併用されており、解説やカセットテープ、CD（レーベル）での表記は英文のみである。

## 概要
- 1960年7月、「潮来笠」（作詞：佐伯孝夫、作曲：吉田正）の股旅曲でデビューした[1]橋は、その後「江梨子」や「いつでも夢を」などの青春歌謡、さらに邦楽で初めてエレキサウンド、サーフィンリズムを取り入れた「恋をするなら」をはじめとして、一連のリズム歌謡を発表した。
- 橋には、「唄う橋幸夫 颯爽股旅篇」（1964年）、「源氏物語」 （1975年）など特定のジャンルに特化したアルバムがいくつかあるが、本作は1964年から1967年に発表したリズム系楽曲で構成されている。
- プロデュース及び解説は大滝詠一で、「リズム歌謡研究家 厚家羅漢」名義となっている。
- 収録8曲のうち7曲は佐伯孝夫の作詞で吉田正が作曲している。吉田は1961年と62年の欧州、米国の音楽事情視察で若い人のロックリズムを聴き、「まもなく日本にもそういう時代が来ると直感した」とし、一連の楽曲の制作にあたった[2]。
- 大滝は編集にあたって、橋幸夫について「'60年代のナンバーワンシンガーにふさわしし活躍をした」[3]と評し、楽曲について「サーフィン、ホット・ロッド、スイム、アメリアッチと、当時の流行のリズムを片っ端から取り入れオリジナルを発表。一時期に意図的にこのようなことを行なったのは歌謡史上非常に希」としている[4]。
- 橋のリズム歌謡で吉田正以外の楽曲としては、「恋のインターチェンジ」や「僕等はみんな恋人さ」などがあるが、今回は「恋のアウトボート」のみが収録されている。
- 解説には、楽曲ごとに大滝の批評が記されている。

## 収録曲
1. ゼッケンNO.1スタートだ
56枚目シングル（SV-96、1964年9月20日発売）
作詞：佐伯孝夫、作・編曲：吉田正
第7回日本レコード大賞（企画賞受賞曲）
2. 恋をするなら
作詞：佐伯孝夫、作・編曲：吉田正
54枚目シングル（SV-87、1964年8月5日発売）
第7回日本レコード大賞（企画賞受賞曲）、松竹映画『孤独』主題歌
3. CHE CHE CHE（涙にさよならを）
作詞：佐伯孝夫、作・編曲：吉田正
59枚目シングル（SV-150、1964年11月20日発売）
第7回日本レコード大賞（企画賞受賞曲）、松竹映画『涙にさよならを』主題歌
4. あの娘と僕（スイム・スイム・スイム）
作詞：佐伯孝夫、作・編曲：吉田正
68枚目シングル（SV-248、1965年6月5日発売）
第7回日本レコード大賞（企画賞受賞曲）、松竹映画『あの娘と僕』主題歌
5. 恋のアウトボート
作詞：白鳥朝詠、作曲：利根一郎、編曲：寺岡真三
80枚目シングル汐風の中の二人（SV-417、1966年6月15日）カップリング曲
6. 太陽だって泣いている
作詞：佐伯孝夫、作・編曲：吉田正
81枚目シングル恋と涙の太陽（SV-432、1966年6月23日発売）カップリング曲
松竹映画『恋と涙の太陽』挿入歌
7. 恋と涙の太陽
作詞：佐伯孝夫、作・編曲：吉田正
81枚目シングル（SV-432、1966年6月23日発売）
松竹映画『恋と涙の太陽』主題歌
8. 恋のメキシカン・ロック
作詞：佐伯孝夫、作・編曲：吉田正
89枚目シングル（SV-558、1967年5月1日発売）
松竹映画『恋と夢と冒険』主題歌